# Dix-neuvième amendement de la Constitution des États-Unis
Le 19e amendement de la Constitution des États-Unis d'Amérique donne le droit de vote aux femmes dans l’ensemble de l’Union.
Avant son adoption, le droit de vote des femmes est géré au niveau des États de l'Union : alors que les femmes blanches vivant dans l'Ouest du pays peuvent voter à l'ensemble des élections, celles qui sont installées dans l'Est et dans le Sud ne bénéficient souvent que d'un accès restreint au suffrage, voire d'aucun droit.
Proposé par le président Woodrow Wilson en janvier 1918, le XIXe amendement entre en vigueur le 18 août 1920, après sa ratification par l'État du Tennessee.
Sa portée reste toutefois limitée pour les minorités, pour lesquelles les mesures discriminatoires n'ont été levées que graduellement, entre 1929 et 1965.

## Texte
Le texte du dix-neuvième amendement est le suivant :
« The right of citizens of the United States to vote shall not be denied or abridged by the United States or by any State on account of sex. Congress shall have power to enforce this article by appropriate legislation. »
« Le droit de vote des citoyens des États-Unis ne pourra être dénié ou restreint pour cause de sexe ni par les États-Unis ni par aucun des États. Le Congrès aura le pouvoir de donner effet au présent article par une législation appropriée. »

## Histoire de son adoption par le Congrès américain

### La«Loi des 50 livres»du New Jersey

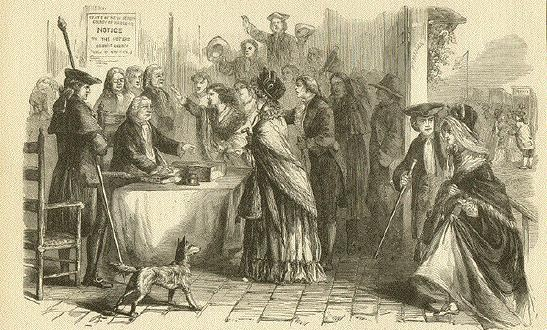
Le vote des femmes au New-Jersey (illustration du mensuel Franck's Lesly Popular, 1877).

Avant la Déclaration d'indépendance des États-Unis, la condition féminine n'est pas identique dans les Treize Colonies. Les femmes du Mid-Atlantic, où la communauté quaker est bien implantée et où de nombreux colons sont originaires des Pays-Bas, bénéficient en général de davantage de droits que les habitantes du Sud profond ou de Nouvelle-Angleterre. Cette différence culturelle, et l'implication des femmes dans la guerre d'indépendance des États-Unis, explique la raison pour laquelle certaines femmes disposant d'une fortune minimale de 50 livres, indépendamment de leur race, ont eu accès au droit de vote, dans la première Constitution de l'État du New-Jersey du 2 juillet 1776. Cette possibilité ne concerne toutefois pas la grande majorité des femmes mariées, placées sous la tutelle économique de leur mari et les électrices ne représentent au mieux que 15 % du corpus électoral des Townships.
En 1808, la loi change et seuls les contribuables masculins d'origine européenne installés dans l'État ont désormais la possibilité de voter. En 1912, la tentative de Mary Philbrook de recouvrer ce droit de vote perdu, en se basant sur l'ancienne loi du New Jersey, se solde par un rejet de la Cour suprême de l'État.

### Les luttes pour le suffrage

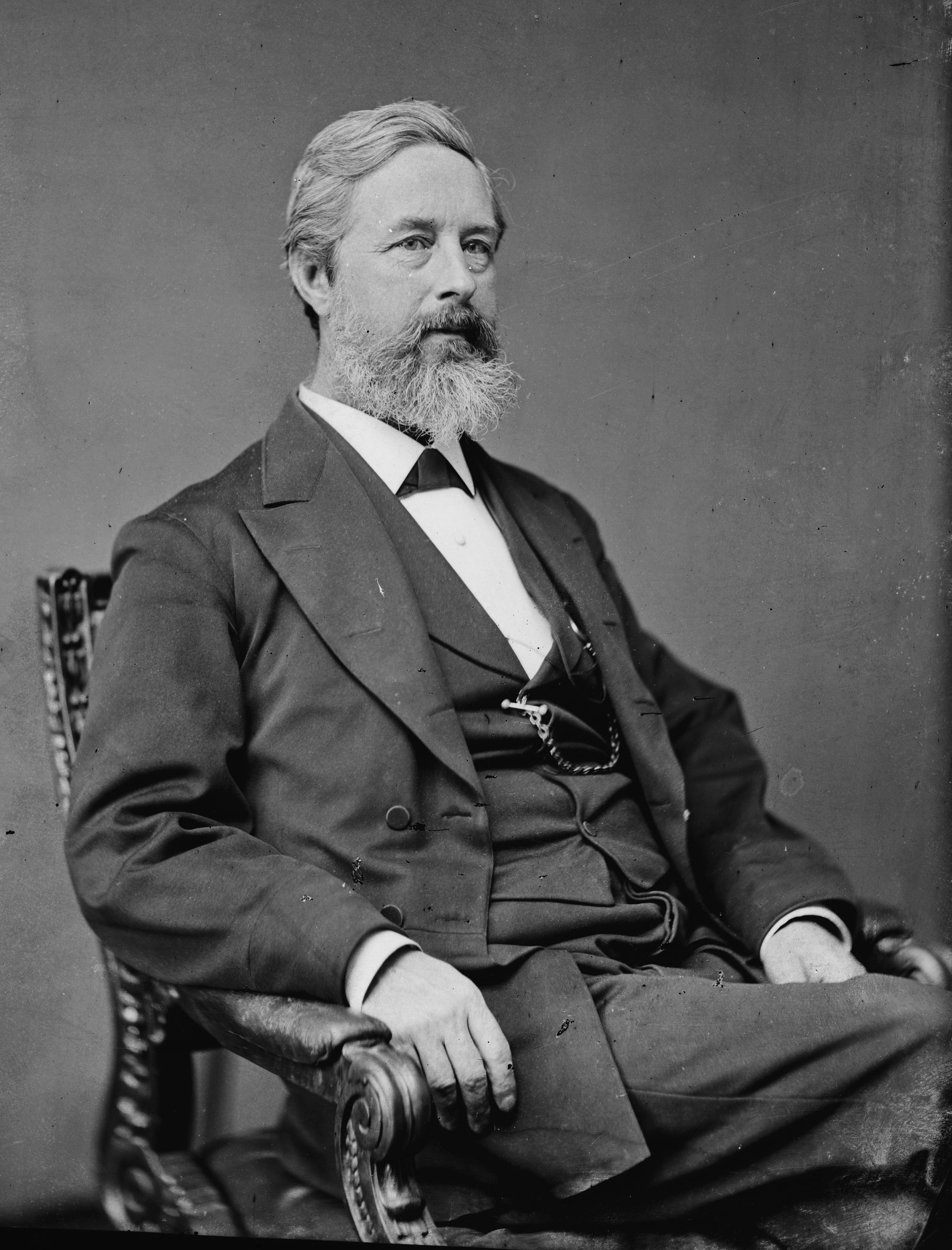
Le sénateur Aaron A. Sargent (1827-1887) est marié à Ellen Clark Sargent, présidente de la California Woman Suffrage Association, résistante fiscale, et amie de Susan B. Anthony.

Les luttes en faveur du droit de vote féminin reprennent en 1848, lors de la Convention de Seneca Falls (New York), qui a été la première convention américaine en faveur des droits des femmes. Cette convention a été organisée par Elizabeth Cady Stanton et Lucretia Mott. Les revendications sont alors en faveur des droits des femmes, mais il y a encore des doutes sur la possibilité de revendiquer le droit de vote sans paraître trop radical. Un discours de Frederick Douglass parvient à convaincre les participants de la justesse de cette demande.
Dans l'Ouest américain, où l'implantation de colonies durables nécessite la présence de familles, le droit de vote est accordé aux femmes d'origine européenne à partir des années 1890. Toutefois, les nouveaux États de l'Union n'arrivent pas à convaincre l'Est et le Sud du pays et la proposition d'amendement fédéral du sénateur californien Aaron A. Sargent de 1878 est rejetée par 16 voix contre 34.
Malgré les moqueries et arguments donnés, dans les premiers temps, en défaveur de la revendication des suffragettes, les mentalités changent, au fil des ans, grâce à l'obtention du droit de vote par les femmes dans d’autres pays et à la présence de davantage de femmes dans la sphère professionnelle — notamment durant la Première Guerre mondiale. Le droit de vote apparaît de plus en plus comme un moyen d'améliorer les conditions de vie des femmes et de permettre l'égalité femmes-hommes. Avec un grand nombre de nouvelles sympathisantes issues des classes populaires, le mouvement, jusqu'alors limité aux classes moyennes et supérieures, prend une grande ampleur et cette popularité a influencé le Congrès des États-Unis au moment du vote de l'amendement.

### L'engagement pour le droit de vote des Afro-Américaines

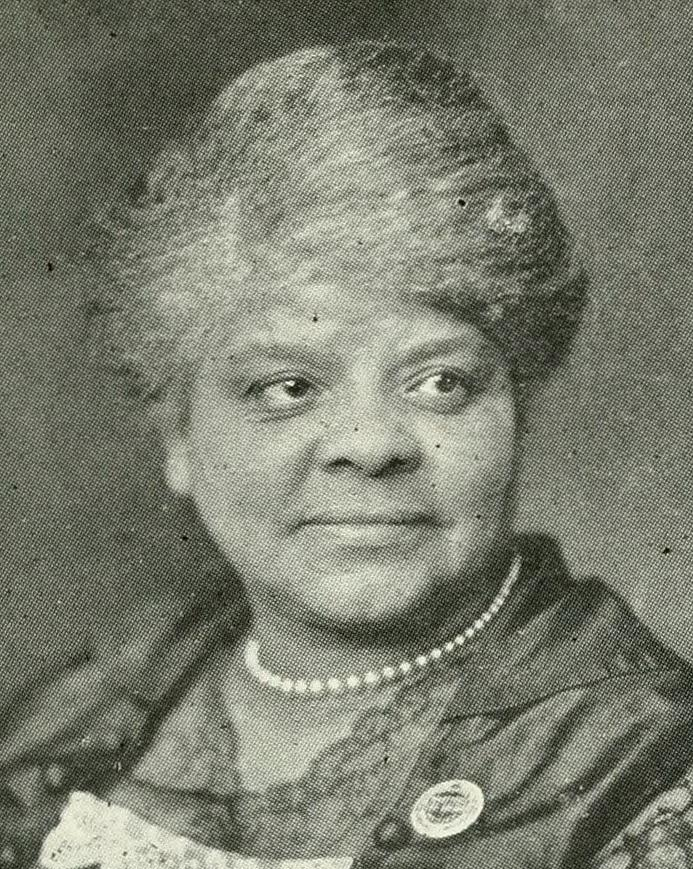
Ida B. Wells en 1922 - Illustration tirée du livre The story of the Illinois Federation of Colored Women's Clubs.

Des milliers d'Afro-Américaines ont participé activement au mouvement pour le suffrage féminin, abordant les questions de race, de genre et de classe, ainsi que celle de l'émancipation, souvent par l'intermédiaire des églises, mais aussi par le biais d'organisations crées pour défendre leurs revendications. Alors que les femmes blanches cherchent à obtenir le droit de vote pour avoir une voix égale à celle des hommes dans le processus politique, les Afro-Américaines le perçoivent souvent comme un ascenseur racial pour contrer le système ségrégationniste et apporter des changements sociétaux dans l'ère de l'après-Reconstruction,.
En 1896, des femmes afro-américaines appartenant à diverses organisations pour la promotion du suffrage féminin se sont réunies à Washington pour former la National Association of Colored Women's Clubs. Parmi les fondatrices, on trouve Frances Harper, Josephine St. Pierre Ruffin, Harriet Tubman et Ida B. Wells,. Dirigée par Mary Church Terrell, c'est la plus grande fédération de clubs de femmes afro-américaines du pays.
Parmi les associations afro-américaines non-confessionnelles, on peut également citer l'Alpha Suffrage Club, qui est le premier club de suffrage féminin noir de Chicago et l'un des plus importants de cet État. Il est fondé le 30 janvier 1913 par Ida B. Wells avec l'aide de ses collègues blanches Belle Squire et Virginia Brooks,. Ce club tente de donner une voix aux femmes afro-américaines qui sont marginalisées dans les organisations nationales défendant le suffrage féminin, telles que la National American Woman Suffrage Association (NAWSA). L'objectif d'Ida B. Wells est de sensibiliser les femmes noires à l'exercice de leurs droits et de leurs devoirs civiques et d'organiser le soutien aux candidats qui serviraient le mieux les intérêts de la communauté afro-américaine de Chicago. Les femmes de ce club ont joué un rôle central dans l'obtention du droit de vote de toutes les femmes (y compris les femmes de couleur) aux élections locales, dans l'Illinois, en 1913 et cette première victoire a dynamisé l'action des autres clubs militant en faveur des droits des femmes.
Mary Burnett Talbert, dirigeante de la National Association of Colored Women's Clubs et de la NAACP, et la militante Nannie Helen Burroughs contribuent en août 1915 à un numéro de The Crisis, publié par WEB Du Bois. Elles rédigent un plaidoyer sur la nécessité du droit vote des femmes afro-américaines. Burroughs, interrogée sur ce qu'une femme pourrait faire avec le bulletin de vote, a répondu : « Que peut-elle faire sans lui ? ».

Suffragistes afro-américaines au début du XXe siècle
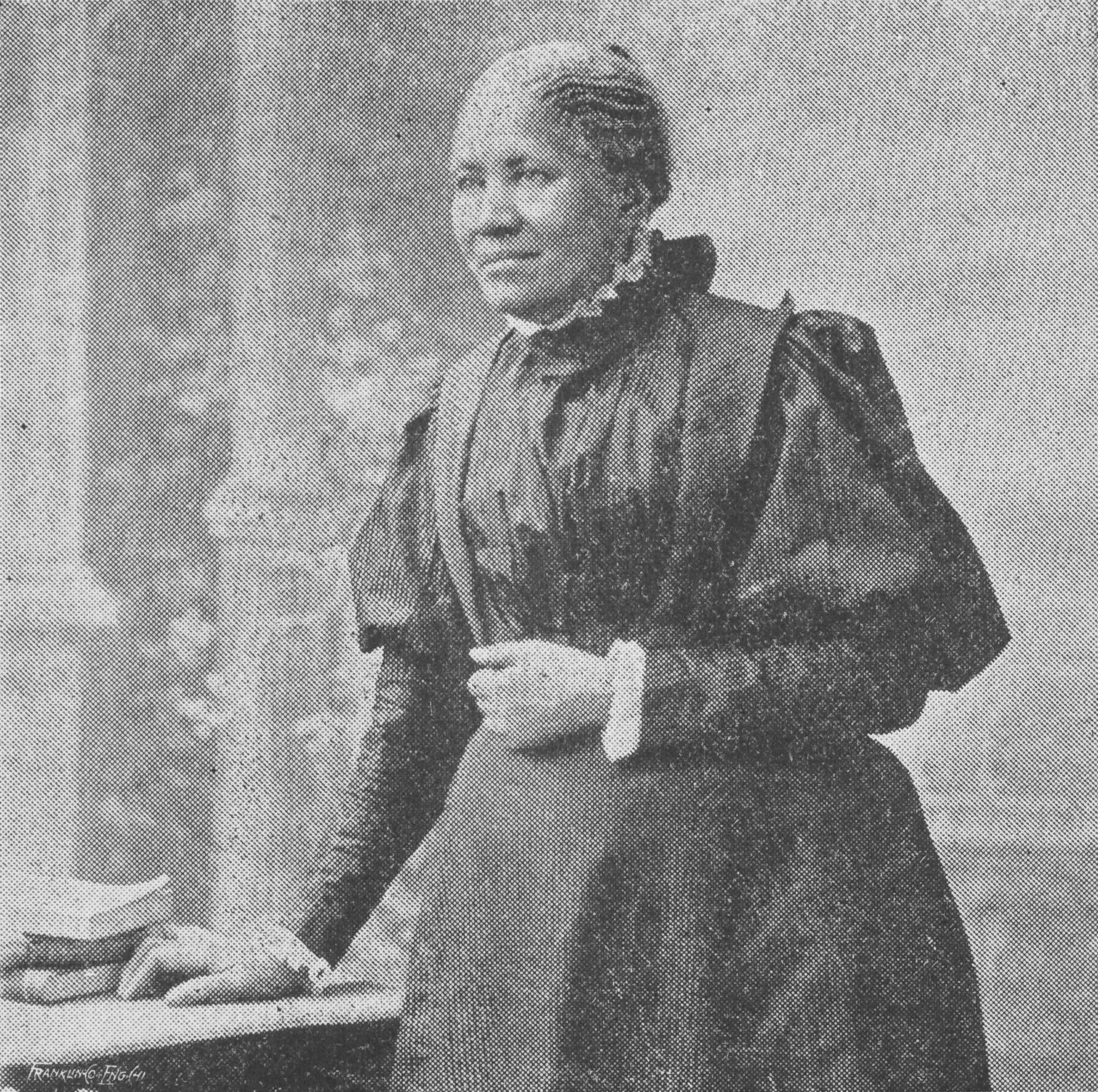
Frances E.W. Harper (1902).
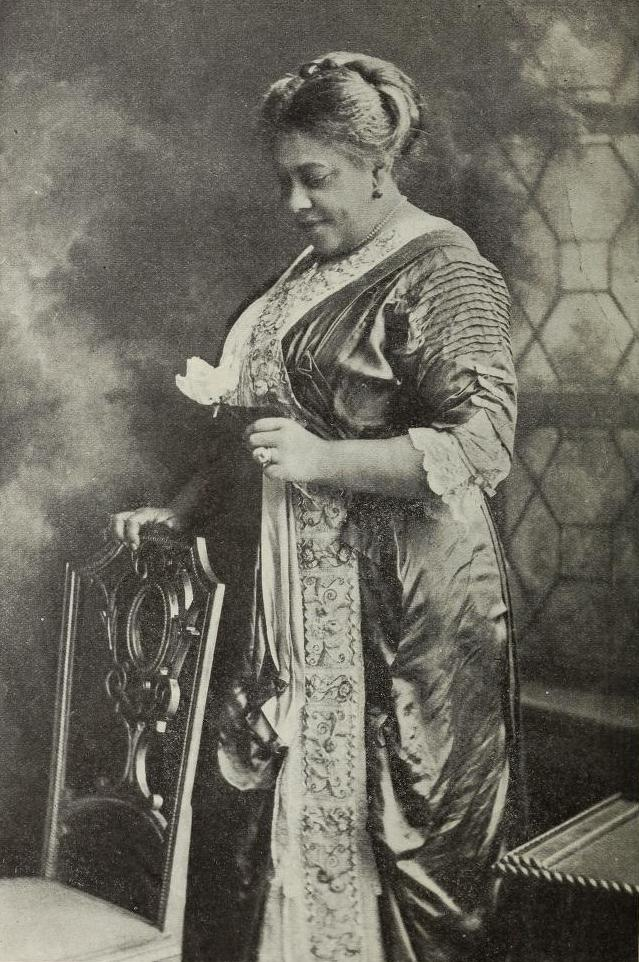
Mary Talbert (1916).
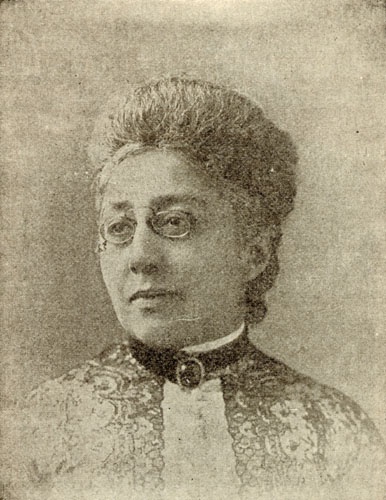
Josephine St. Pierre Ruffin (1902).
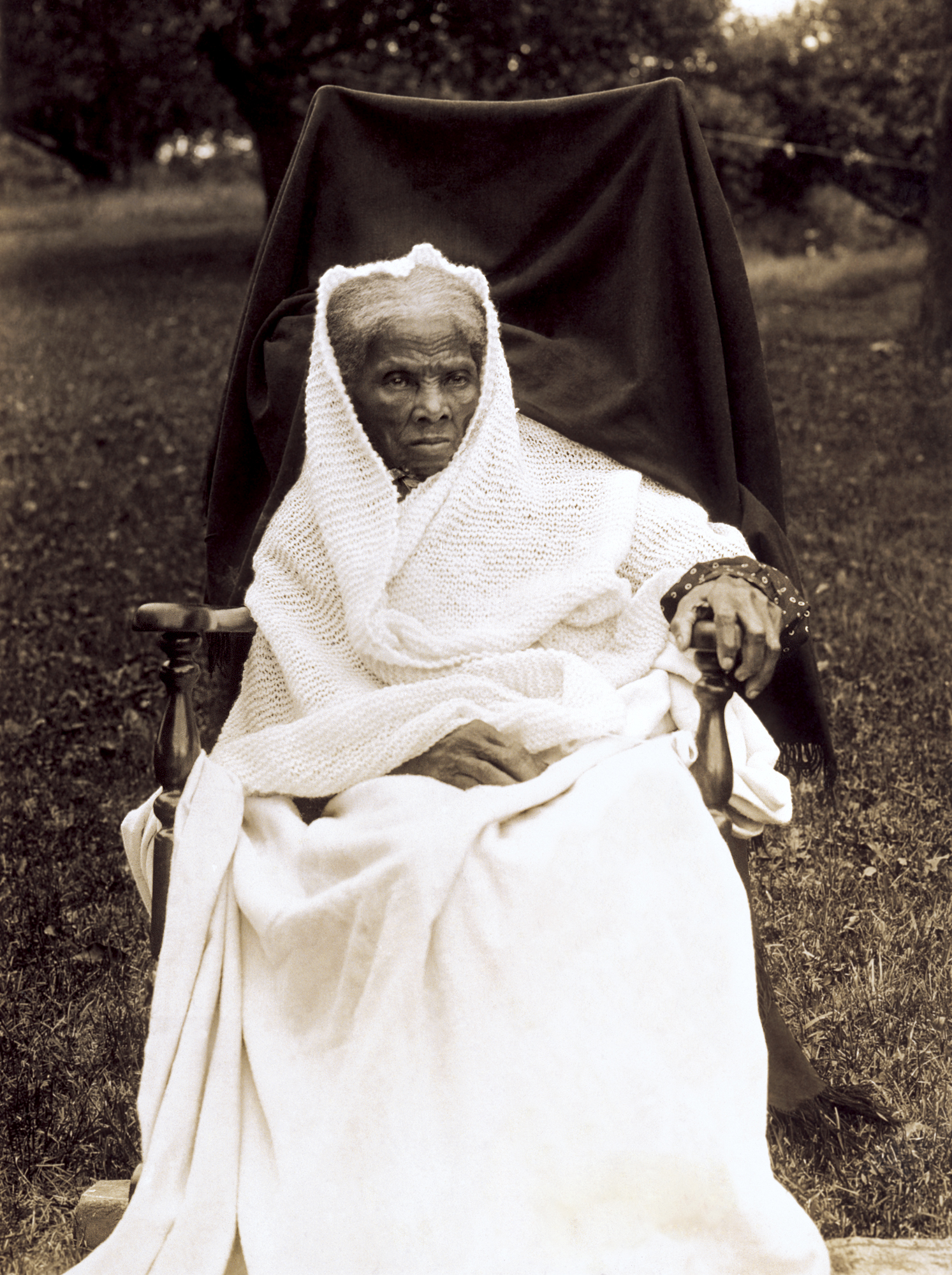
Harriet Tubman (1911).
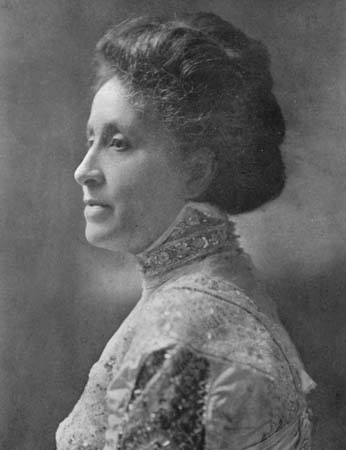
Mary Church Terrell (vers 1919).
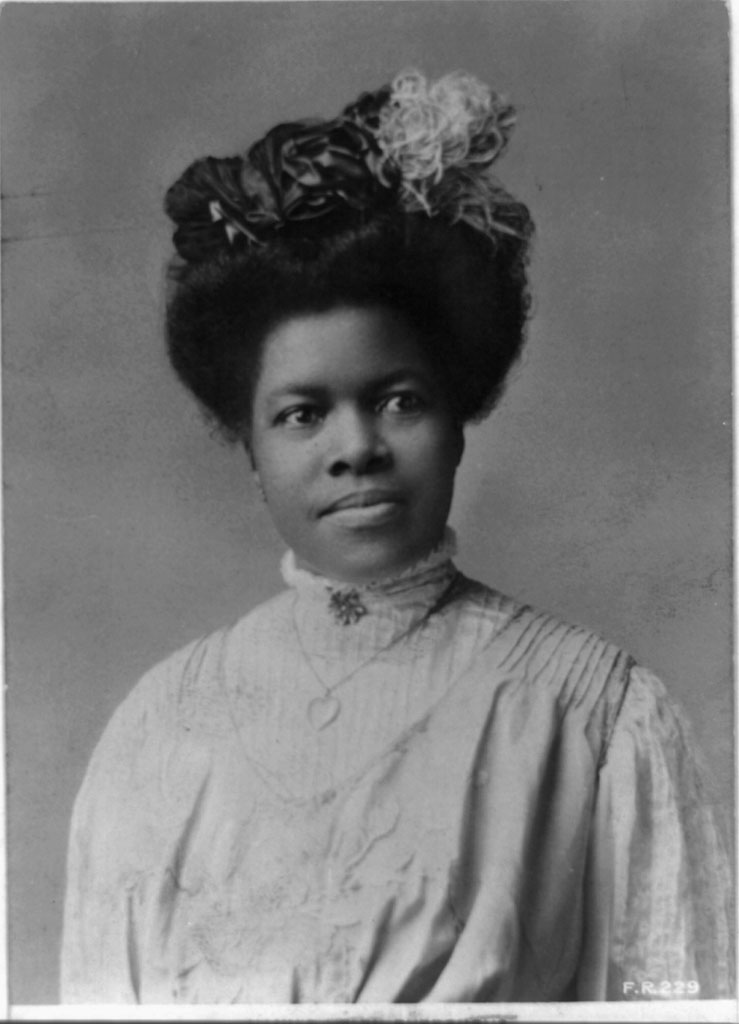
Nannie Helen Burroughs (vers 1909).

### Adoption de l'amendement

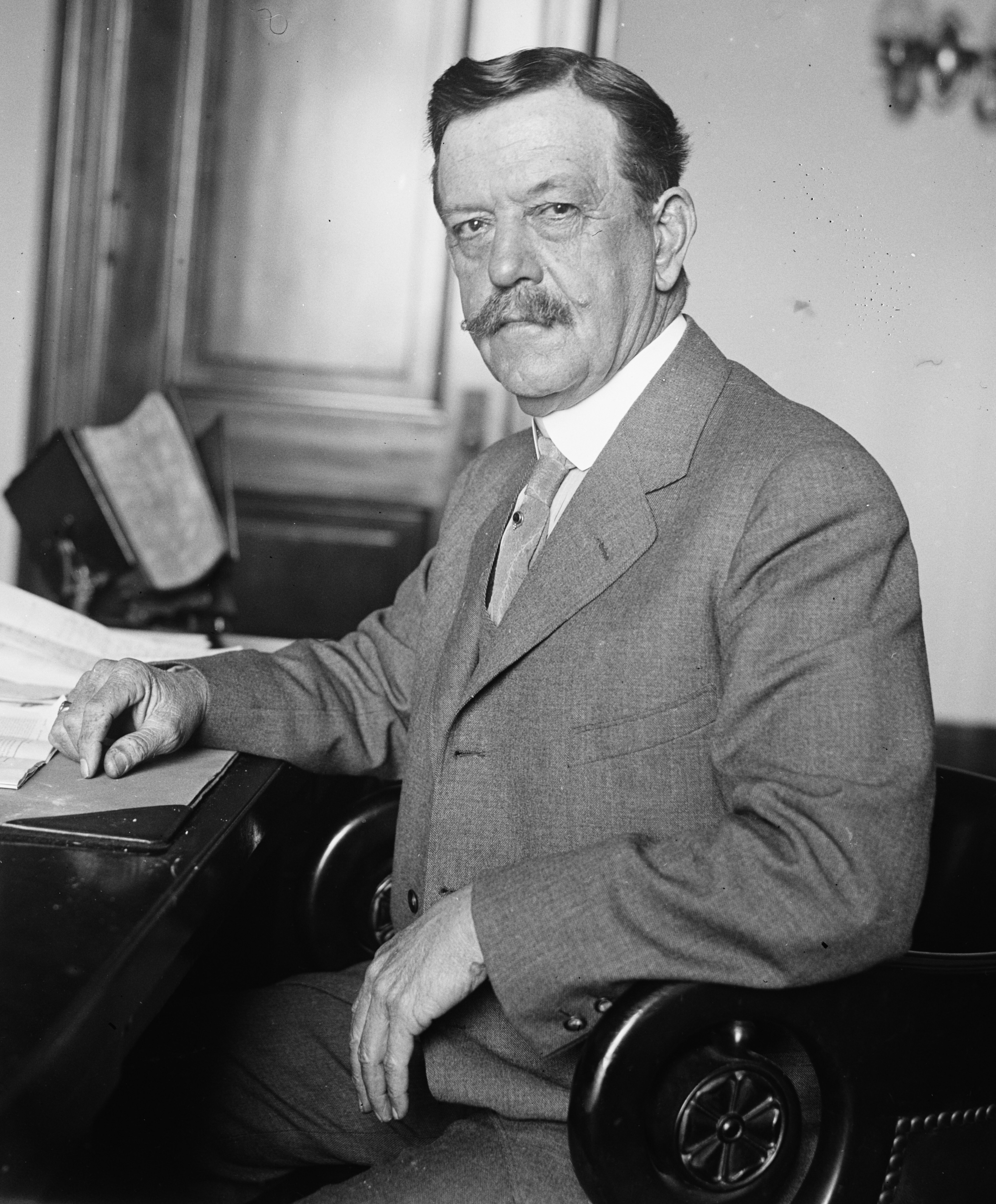
Le sénateur Ellison D. Smith (1864-1944), surnommé Cotton Ed, pour son implication dans la Southern Cotton Association.

Entre 1913 et le 8 janvier 1918, date à laquelle le président Woodrow Wilson annonce son soutien à la proposition d'amendement, quinze États ont suivi l'exemple de l'Illinois. Le projet ne fait toutefois pas l'unanimité, en particulier dans le Sud profond et l'Est du pays.
Il n'est voté qu'à la très courte majorité d'1 voix par la Chambre des représentants des États-Unis, le 9 janvier 1918, et présenté ensuite au Sénat. Le président Wilson défend en personne l'amendement auprès des sénateurs (ce qui est une première à cette époque). Il prononce ainsi un discours où il fait le lien entre le droit de vote et l'effort de guerre fourni par les femmes entre 1917 et 1918. Cependant, les sénateurs repoussent le débat à l'automne 1918. Parmi les plus farouches opposants à ce texte figure le sénateur démocrate Ellison D. Smith de Caroline du Sud, qui déclare en juin 1918 : « Voici exactement le même amendement que celui qui s'applique à l'autre moitié de la race noire. L'homme du Sud qui vote pour l'amendement Susan B. Anthony vote la ratification du XVe amendement ». Au moment du vote du Sénat, le 30 septembre 1918, le texte est finalement rejeté par 2 voix.

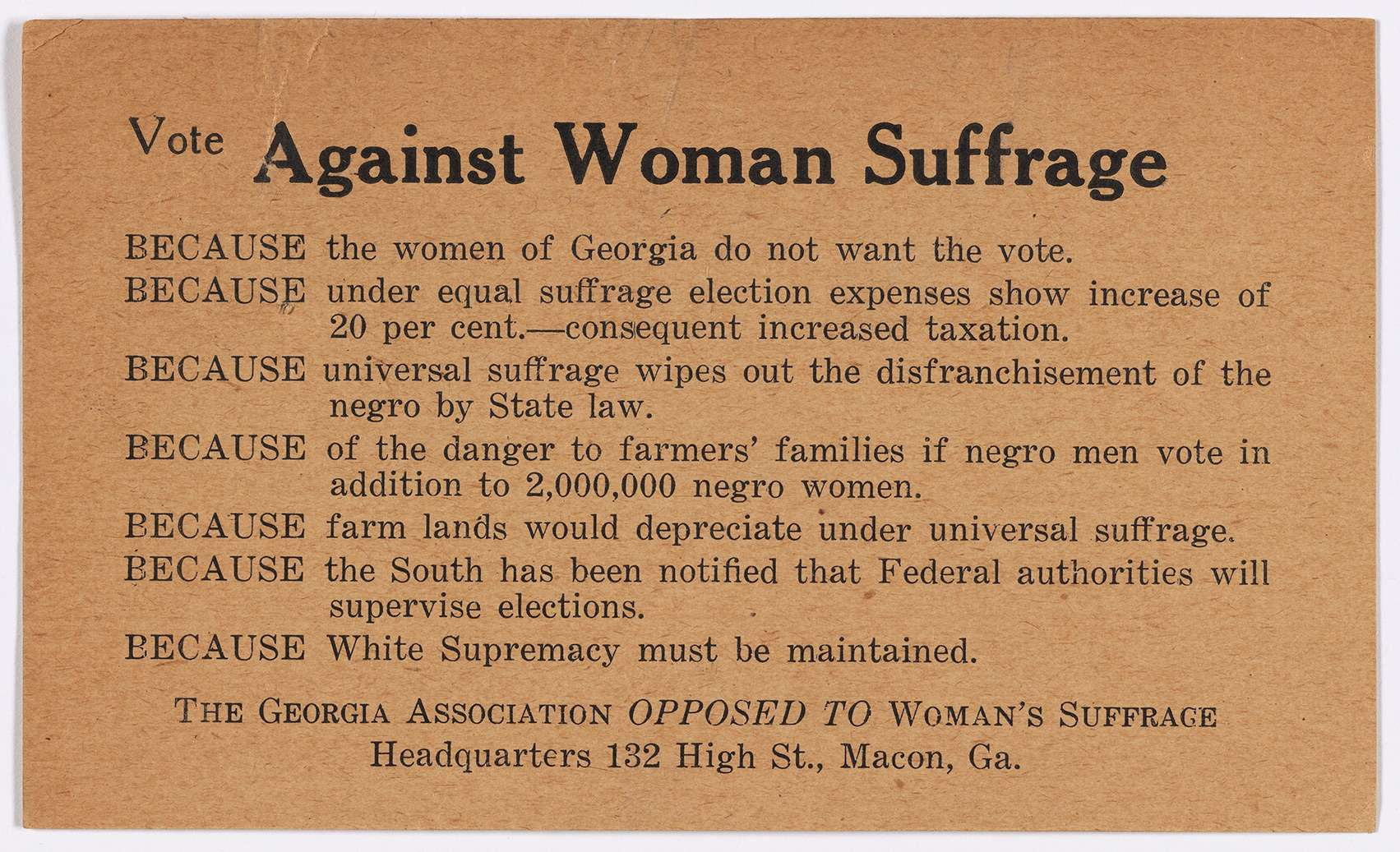
Tract contre le vote des femmes distribué en Géorgie. Il se conclut par : « La suprématie des blancs doit perdurer ! ».

En réponse, le Parti national des femmes (National Woman's Party) mobilise les citoyens américains et les appelle à voter, lors des élections de mi-mandat aux États-Unis du printemps 1919, contre les sénateurs qui ont rejeté le texte et se présentent pour leur réélection.
Lors de la cession parlementaire de juin 1919, Ellison Smith voit, en cas d'adoption du texte, un risque d' « anarchie séparatiste ». De son côté, le sénateur républicain James Wolcott Wadsworth Jr. plaide contre cet amendement, car le pouvoir fédéral va au-delà de ses prérogatives pour imposer une décision qui devrait rester, selon lui, du ressort de chaque État.
Une majorité de sénateurs se prononce toutefois en faveur du projet. Le 21 mai 1919, la Chambre des représentants vote le XIXe amendement par 304 voix contre 89 et le Sénat suit le 4 juin par 56 voix contre 25.
Le XIXe amendement de la Constitution des États-Unis, proposé par le 66e Congrès le 4 juin 1919, est ratifié par les États dans l’ordre suivant :
1. Illinois (10 juin 1919, confirmé le 17 juin 1919)
2. Michigan (10 juin 1919)
3. Wisconsin (10 juin 1919)
4. Kansas (16 juin 1919)
5. New York (16 juin 1919)
6. Ohio (16 juin 1919)
7. Pennsylvanie (24 juin 1919)
8. Massachusetts (25 juin 1919)
9. Texas (28 juin 1919)
10. Iowa (2 juillet 1919)[Note 1]
11. Missouri (3 juillet 1919)
12. Arkansas (28 juillet 1919)
13. Montana (2 août 1919)[Note 1]
14. Nebraska (2 août 1919)
15. Minnesota (8 septembre 1919)
16. New Hampshire (10 septembre 1919)[Note 1]
17. Utah (2 octobre 1919)
18. Californie (1er novembre 1919)
19. Maine (5 novembre 1919)
20. Dakota du Nord (1er décembre 1919)
21. Dakota du Sud (4 décembre 1919)
22. Colorado (15 décembre 1919)[Note 1]
23. Kentucky (6 janvier 1920)
24. Rhode Island (6 janvier 1920)
25. Oregon (13 janvier 1920)
26. Indiana (16 janvier 1920)
27. Wyoming (27 janvier 1920)
28. Nevada (7 février 1920)
29. New Jersey (9 février 1920)
30. Idaho (11 février 1920)
31. Arizona (12 février 1920)
32. Nouveau-Mexique (21 février 1920)
33. Oklahoma (28 février 1920)
34. Virginie-Occidentale (10 mars 1920, confirmé le 21 septembre 1920)
35. Washington (22 mars 1920)
36. Tennessee (18 août 1920)

La ratification est devenue effective le 18 août 1920 avec la signature de 3/4 des États. Les États suivants ont continué leur propre processus de ratification par la suite :
1. Connecticut (14 septembre 1920, réaffirmé le 21 septembre 1920)
2. Vermont (8 février 1921)
3. Delaware (6 mars 1923, après rejet le 2 juin 1920)
4. Maryland (29 mars 1941, après rejet le 24 février 1920 ; pas certifié avant le 25 février 1958)
5. Virginie (21 février 1952, après rejet le 12 février 1920)
6. Alabama (8 septembre 1953, après rejet le 22 septembre 1919)
7. Floride (13 mai 1969)
8. Caroline du sud (1er juillet 1969, après rejet le 28 janvier 1920 ; pas certifié avant le 22 août 1973)
9. Géorgie (20 février 1970, après rejet le 24 juillet 1919)
10. Louisiane (11 juin 1970, après rejet le 1er juillet 1920)
11. Caroline du Nord (6 mai 1971)
12. Mississippi (22 mars 1984, après rejet le 29 mars 1920)

## Ratification et contestation de l'amendement

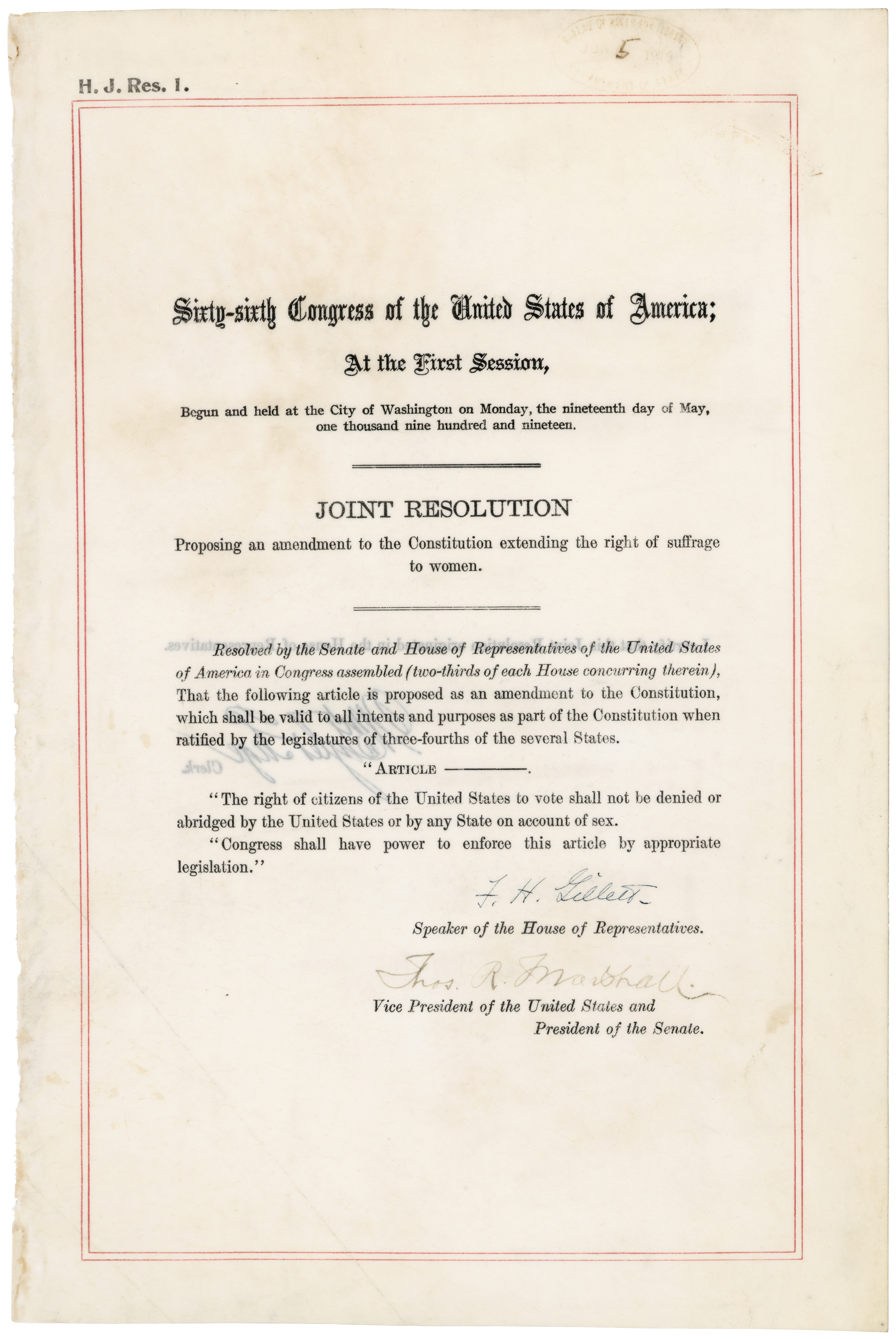
Proposition du XIXe amendement dans les National Archives.

La résistance à la ratification a pris de nombreuses formes. Ainsi, les anti-suffragistes ont continué de s'opposer à l'amendement, arguant qu'il ne serait jamais approuvé par les scrutins simultanés des élections de novembre 1920 et que les sessions extraordinaires qui se tiendraient d'ici là dans les différents États seraient une perte de temps et d'énergie. D'autres opposants ont intenté des poursuites judiciaires, exigeant que l'amendement fédéral soit approuvé par des référendums d'État.
En juin 1920, après un lobbying intense de la part de la National American Women Suffrage Association (NAWSA) et du National Woman's Party (NWP), l'amendement a été ratifié par 35 des 36 législatures d'État nécessaires à son adoption. À la mi-juillet 1919, les opposants et les partisans de l'amendement arrivent à Nashville pour faire pression sur le parlement local durant les délibérations. Carrie Catt, représentant la NAWSA, a travaillé avec des dirigeants suffragistes de l'État, dont Anne Dallas Dudley. La militante Sue Shelton White, originaire du Tennessee, qui a participé à des manifestations devant la Maison-Blanche, représente le NWP. Face aux suffragettes, on trouve parmi les opposants les militantes des  Women's Rejection Leagues, dont la Première dame de Louisiane, Anne Ector Pleasant. Selon elle, le droit de vote des femmes doit se décider au niveau de l'État et non au niveau fédéral. Ceci permettrait ainsi aux États du Sud profond d'exclure les femmes noires du corps électoral. L’amendement entre officiellement en vigueur le 26 août 1920, après sa ratification le 18 août par le Tennessee, 36e État à le faire.
Certains États n'ont convoqué une session législative pour voter la ratification qu'après l'adoption du texte (notamment le Connecticut, le 14 septembre 1920 et le Vermont, le 8 février 1921). D'autres États l'ont rejeté lorsqu'il a été proposé au vote, puis sont revenus sur leur décision plusieurs décennies plus tard. La dernière ratification est celle du Mississippi, le 22 mars 1984,.
La Cour suprême des États-Unis a confirmé à plusieurs reprises la validité de l'amendement dans les années qui ont suivi son adoption. Ainsi, dans le procès Leser vs. Garnet (octobre 1920), l'argument de l'ingérence du gouvernement fédéral dans la législation des États est utilisé par le plaignant pour justifier l'illégalité de l'inscription de deux femmes (l'une blanche, l'autre noire) sur les listes électorales. Une autre contestation de l'adoption du dix-neuvième amendement est rejetée par la Cour suprême parce que le parti portant plainte, l'ancien secrétaire au Trésor américain Charles S. Fairchild, vient d'un État qui autorise déjà les femmes à voter.

## Limites de la portée du texte

### Discrimination touchant les minorités de 1920 à 1965
On estime à trois millions le nombre de femmes vivant au sud de la ligne Mason-Dixon qui restent privées de leurs droits après l'adoption de l'amendement,. Les responsables électoraux ont régulièrement obstrué l'accès aux urnes. Alors que les femmes afro-américaines nouvellement émancipées tentent de s'enregistrer, les autorités ont accru l'utilisation de méthodes que l'éditorialiste afro-américain du New York Times, Brent Staples, a qualifiées de frauduleuses et de violence d'État (impôts, tests de lecture...). En 1926, un groupe de femmes tentant de s'inscrire à Birmingham, en Alabama, est battu par des fonctionnaires. Des incidents comme celui-ci, des menaces de violence et de perte d'emplois et des pratiques préjudiciables légalisées, empêchent les femmes de couleur de voter.
Le paiement d'un impôt, appelé poll tax, est une condition préalable au vote dans certains États du Sud des États-Unis et de nombreuses femmes, en particulier celles des minorités, ne sont pas en mesure de le payer. Ceci déclenche le mouvement pour l'abrogation de la poll tax des femmes. Les femmes noires et blanches font pression au niveau de l'État et au niveau national pour que des mesures législatives soient prises afin d'abolir les lois qui exigent de payer pour voter. Ces pratiques vont se poursuivre jusqu'à l'adoption du vingt-quatrième amendement de la Constitution des États-Unis en 1962, interdisant aux États de conditionner le vote au paiement d'une taxe, et ouvrant la voie à la loi sur les droits de vote de 1965.
Les poll tax et les tests d'alphabétisation ont également empêché les femmes latines de voter. À Porto Rico, les femmes n'ont obtenu le droit de vote qu'en 1929, mais celui-ci est limité aux femmes alphabétisées jusqu'en 1935. Les Amérindiens, hommes et femmes, ont, pour leur part, obtenu la citoyenneté par une loi du Congrès en 1924, mais sans droit de vote. Dans certains États, cette interdiction n'a été levée qu'en 1957. Les lois nationales sur l'immigration ont empêché les Asiatiques d'obtenir la citoyenneté jusqu'en 1952.

### Discriminations touchant l'ensemble des femmes
Après l'adoption du dix-neuvième amendement, les femmes étaient toujours confrontées à des discriminations dans la vie politique. Elles ont dû faire pression sur les législateurs de leur État, intenter des poursuites et s'engager dans des campagnes de rédaction de lettres pour gagner le droit de siéger à des jurys. En Californie, les femmes ont obtenu ce droit quatre ans après l'adoption du dix-neuvième amendement. Au Colorado, cela a pris 33 ans. Les femmes continuent de se heurter à des obstacles lorsqu'elles se présentent à des postes électifs, et l'amendement sur l'égalité des droits, qui accorderait aux femmes des droits égaux en vertu de la loi, n'a pas été adopté,,,.

## Commémorations de l'amendement

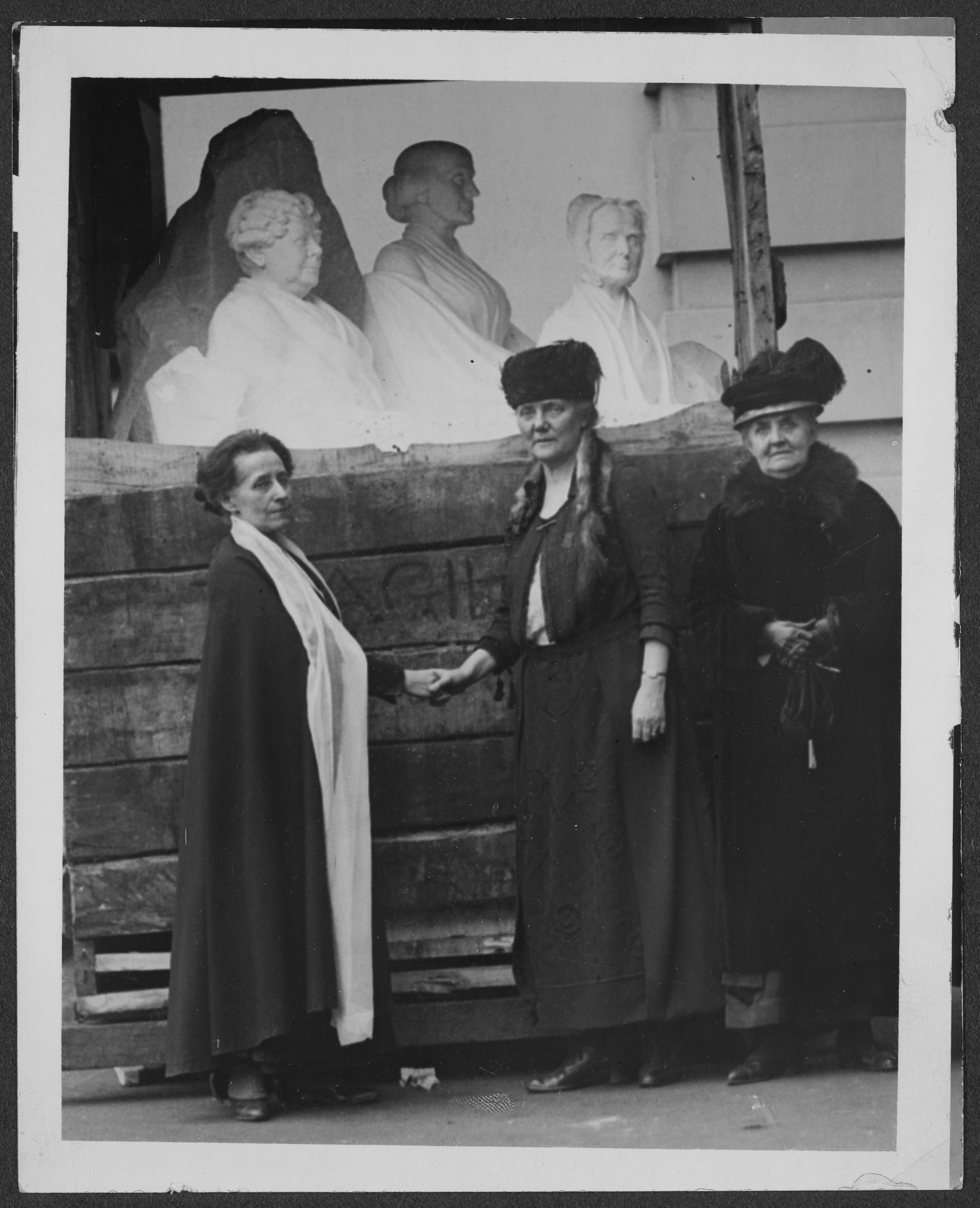
La sculptrice Adelaide Johnson (à gauche) devant son œuvre, en 1921.

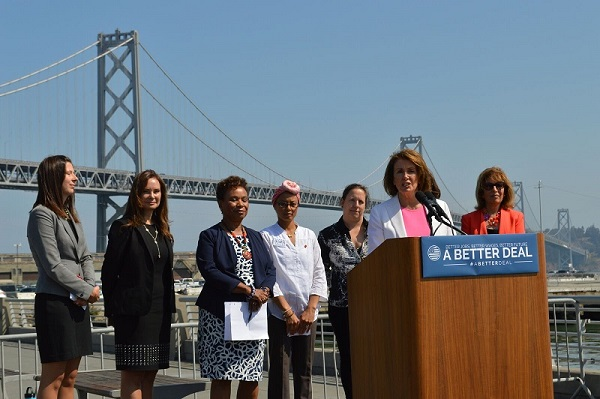
Les représentantes du congrès lors du Women Equality Day à San Francisco en 2017.

Un groupe statuaire de la sculptrice Adelaide Johnson, issue d'un bloc de marbre de Carrare de 7,5 tonnes, appelé Portrait Monument, a été dévoilé dans la rotonde du Capitole le 15 février 1921, lors de la première convention nationale post-ratification du National Woman's Party à Washington.
Depuis le début des années 1970, le XIXe amendement est célébré chaque année, lors de la Journée de l'égalité de la femme (Women Equality Day).
On y porte généralement une attention accrue et il bénéficie d'une meilleure couverture médiatique lors d'anniversaires importants, tels que le 75e (1995) et le 100e (2020), ainsi qu'à l'occasion de l'élection présidentielle américaine de 2016. Pour le centenaire de l'amendement, plusieurs organisations ont annoncé de grands événements ou expositions, notamment le National Constitution Center et la National Archives and Records Administration.